# Ле-Мён
Ле-Мён (фр. Le Mung) — коммуна во Франции, находится в регионе Пуату — Шаранта. Департамент коммуны — Шаранта Приморская. Входит в состав кантона Сен-Савиньен. Округ коммуны — Сен-Жан-д’Анжели.
Код INSEE коммуны — 17252.

## Население
Население коммуны на 2010 год составляло 273 человека.
| 1962 | 1968 | 1975 | 1982 | 1990 | 1999 | 2010 |
| ---- | ---- | ---- | ---- | ---- | ---- | ---- |
| 202  | 223  | 198  | 253  | 275  | 264  | 273  |